# Ommelanderzeedijk

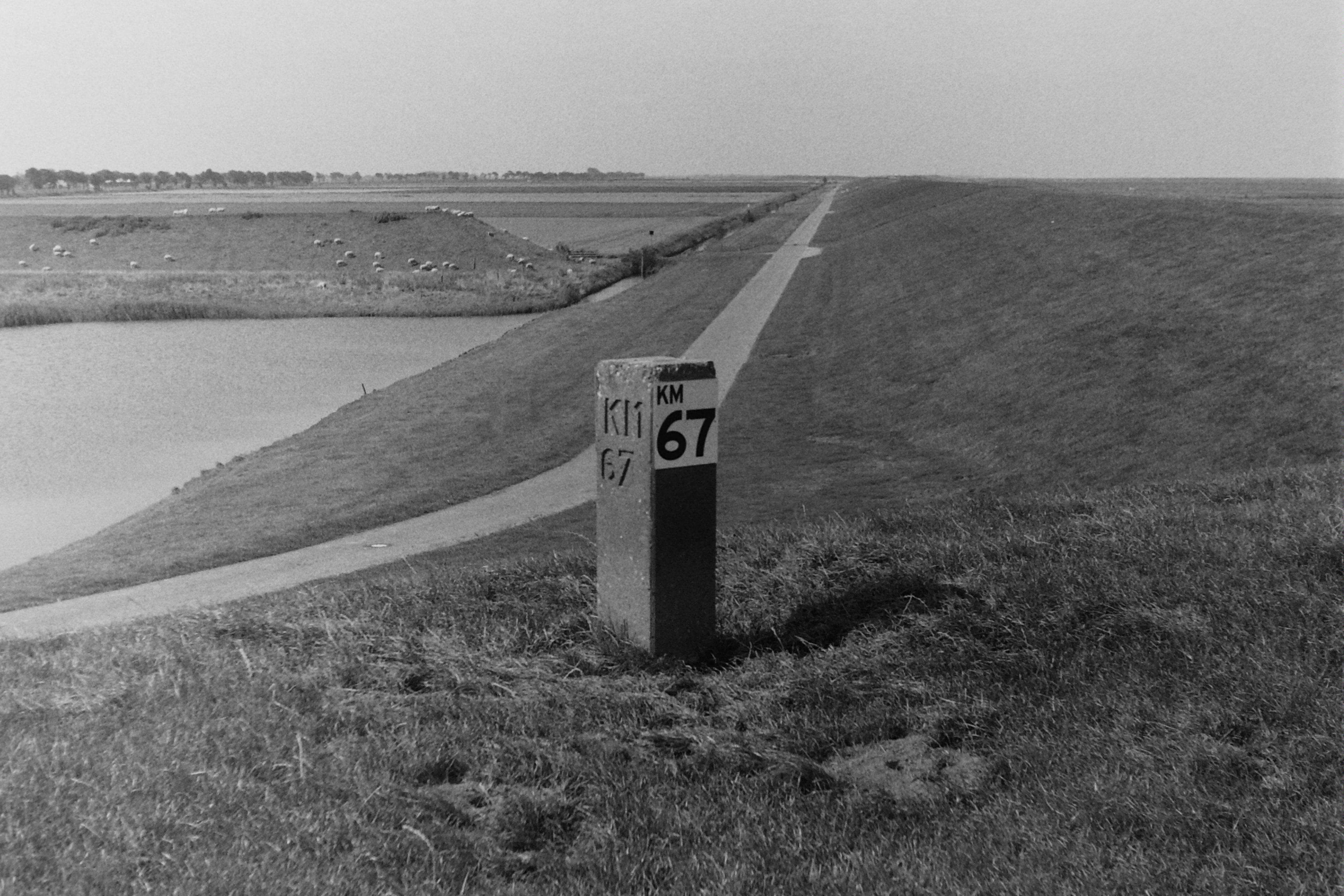
Kilometerpaal 67 Ommelanderzeedijk

De Ommelanderzeedijk is een zeewaterkering langs de kust van de Nederlandse provincie Groningen.
De naam verwijst naar de Ommelanden, het gebied dat door de dijk wordt beschermd. Het gebied is onderdeel van dijkring 6. De dijk loopt van de Nieuwe Statenzijl tot aan Lauwersoog en is in de jaren 80 op deltahoogte gebracht.
Omdat de provincie Groningen slechts één zeedijk kent, is in het dagelijks spraakgebruik nauwelijks behoefte voor een eigen naam, met als gevolg dat de naam vrij onbekend is.

## Recreatie
Langs de Ommelanderzeedijk ligt een 90 kilometer lang fiets- en wandelpad. Op verschillende plaatsen is een Toeristisch Overstappunt gecreëerd. Regionale bezienswaardigheden aan de dijk zijn onder andere Noordpolderzijl en de Noordkaap.

## Waterschap
Ommelanderzeedijk is ook de naam van het voormalige dijkwaterschap dat in 1995 is opgegaan in de waterschappen Dollardzijlvest, Eemszijlvest en Noorderzijlvest.